# Operační program Podnikání a inovace
Operační program Podnikání a inovace (OPPI) je nástrojem pro zvyšování konkurenceschopnosti České republiky v oblasti podnikání a inovací v programovacím období 2007–2013. Na realizaci operačního programu jsou vyčleněny finanční prostředky ve výši 3,578 mld. euro. Řídicím orgánem OP Podnikání a inovace je Ministerstvo průmyslu a obchodu. Programový dokument a tím i finanční prostředky (alokace) na OPPI byly schváleny Evropskou komisí dne 3. prosince 2007.
Roli zprostředkujícího subjektu v oblasti dotací vykonává Agentura na podporu podnikání a investic CzechInvest. Správou záručních a úvěrových fondů byla pověřena Českomoravská záruční a rozvojová banka a.s. na základě zákona č. 47/2002 Sb., o podpoře malého a středního podnikání.
V rámci OPPI jsou podporovány projekty malých, středních a v menší míře i velkých podniků a dále projekty obecně zaměřené na vytváření prostředí pro rozvoj podnikání, šíření znalostí a využití inovací v praxi, a to i ve spolupráci mezi akademickou sférou a podnikatelským sektorem. Nejvíce využívanou formou podpory jsou dotace, menší část prostředků je vyčleněna na oblast nástrojů finančního inženýrství - úvěrů a záruk.
V následujících víceletých finančních rámcích navazuje na OP PI další operační program a to OP Podnikání a inovace (v období 2014-2020) a následně OP Technologie a aplikace pro konkurenceschopnost (v období 2021-2027).